# 片岡晴彦
片岡 晴彦（かたおか はるひこ、1952年（昭和27年）4月18日 - ）は、日本の航空自衛官、化学者（電気化学）。第32代航空幕僚長。特技（職種）は研究開発。内閣府宇宙政策委員会委員、防衛省防衛科学技術委員会委員。学位は理学博士（東京工業大学）。

## 経歴
北海道札幌市生まれ。新聞報道によれば東京都出身。
北海道札幌南高等学校卒業。1976年（昭和51年）3月、防衛大学校卒業（第20期）、航空自衛隊入隊。後に東京工業大学大学院総合理学研究科（現・東京科学大学理学院）電気化学専攻博士課程修了、理学博士。
1995年（平成07年）1月、1等空佐に昇任。1996年（平成8年）8月1日、航空自衛隊幹部学校勤務。1997年（平成9年）4月1日、航空幕僚監部防衛部防衛課業務計画班長。1998年（平成10年）12月1日、第4航空団整備補給群司令。2000年（平成12年）2月7日、航空幕僚監部技術部技術第1課長。
2001年（平成13年）6月29日、空将補に昇任、航空開発実験集団司令部幕僚長。2002年（平成14年）8月1日：第8航空団司令兼築城基地司令。2004年（平成16年）8月30日、航空幕僚監部技術部長。2005年（平成17年）7月28日、航空幕僚監部防衛部長。
2007年（平成19年）7月3日、空将に昇任、第33代中部航空方面隊司令官。2009年（平成21年）7月21日、第17代航空教育集団司令官。2010年（平成22年）12月24日、第41代 航空総隊司令官。2011年（平成23年）3月：兼ねて災-統合任務部隊（JTF-TH）空災部隊指揮官。2012年（平成24年）1月31日：第32代 航空幕僚長に就任
2013年（平成25年）8月22日：退官。
退官後、株式会社IHI顧問、国家安全保障局顧問、内閣府宇宙政策委員会基本政策部会委員。
2016年（平成28年）、7月1日、防衛大臣政策参与。12月28日、防衛大臣政策参与退職
2022年（令和04年）4月29日、瑞宝重光章受章。
2022年（令和04年）7月31日、宇宙政策委員会委員。
2025年（令和07年）6月12日、防衛科学技術委員会委員。

## 栄典
- 瑞宝重光章 - 2022年（令和4年）4月29日[6]